# 2011 год в спорте
Список 2011 год в спорте описывает спортивные события, произошедшие в 2011 году.

## Олимпийское движение
- 25 июня — XXII Всероссийский Олимпийский день, посвящённый 100-летию создания Российского Олимпийского комитета[1].
- 6 июля — столицей Зимних Олимпийских игр 2018 года объявлен южнокорейский город Пхёнчхан[2].

## Автогонки
- 16 января — российская команда «КАМАЗ-мастер» в десятый раз стала победительницей ралли Дакар 2011 (Буэнос-Айрес, Аргентина)[3].
- 27 марта — Виталий Петров на Гран-при Австралии 2011 года стал первым россиянином, попавшим на подиум за 62-летнюю историю Формулы-1[4].
- 8—11 сентября — чемпионат мира по ралли (Австралия)[5].
- 16 октября — На гонках «Индикар» погиб автогонщик Дэн Уэлдон.

## Баскетбол
- 3 июля — женская сборная России по баскетболу одержала победу на чемпионате Европы в Польше[6].
- 10 июля — на завершившемся в Латвии Чемпионате мира по баскетболу среди молодёжных команд победу одержала сборная Литвы[7].

## Бобслей
- 20 февраля — Российские бобслеисты впервые в истории стали чемпионами мира[8].

## Бокс
- 20—31 июля — чемпионат мира по боксу среди юниоров (Астана, Казахстан)[9].
- 26 сентября — 8 октября — 16-й чемпионат мира по боксу (Баку, Азербайджан)[10]. Победу одержала сборная Украины[11].

## Водные виды спорта
- 16—31 июля — чемпионат мира по водным видам спорта (Шанхай, Китай)[12].
- 8—11 декабря — чемпионат Европы по плаванию на короткой воде (Щецин, Польша)[13].

## Гимнастика
- 19—25 сентября — XXXI чемпионат мира по художественной гимнастике (Монпелье, Франция)[14]. Победу одержала сборная России.
- 8—16 октября — XLIII чемпионат мира по спортивной гимнастике (Токио, Япония)[15]. Первое общекомандное место заняла сборная Китая[16].

## Гребля
- 13 октября — в Тегеране (Иран) открылся XIV чемпионат Азии по гребле на байдарках и каноэ[17].

## Кёрлинг
- 3—10 декабря — чемпионат Европы по кёрлингу (Москва, Россия)[18][19]. У женщин победу одержала сборная Шотландии, у мужчин — сборная Норвегии[20].

## Лёгкая атлетика
- С 4-го по 6-е марта в Париже прошёл 31-й чемпионат Европы по лёгкой атлетике.
- С 27 августа по 4 сентября в южнокорейском Тэгу проходил 13-й чемпионат мира по лёгкой атлетике.

## Тяжёлая атлетика
- 5—13 ноября — чемпионат мира по тяжёлой атлетике (Париж, Франция)[21]. Победу одержала сборная Китая[22].

## Фехтование
- 11—16 октября — чемпионат мира по фехтованию (Катания, Италия)[23]. Первое общекомандное место заняла сборная Италии[24].

## Фигурное катание
- 22 — 30 января в Берне (Швейцария) прошёл чемпионат Европы 2011;
- 15 — 20 февраля в Тайбэе (Китайская Республика) прошёл чемпионат четырёх континентов 2011 (аналог чемпионата Европы для фигуристов стран Америки, Азии, Африки и Австралии)
- 28 февраля — 6 марта в Канныне, (Южная Корея) прошёл Чемпионат 2011 года среди юниоров
- 25 апреля — 1 мая в Москве прошёл Чемпионат мира по фигурному катанию 2011

## Футбол
- 7—29 января — Катар, 15-й кубок Азии по футболу.
- 12 марта 2011 года — 12 мая 2012 года: Чемпионат России по футболу
- 18 мая — финал Лиги Европы (Дублин, Ирландия). Победил Порту (Португалия).
- 28 мая — финал Лиги Чемпионов (Лондон, Великобритания). Победила Барселона (Испания)[25].
- 22 июня — победителем Кубка Либертадорес 2011 стал бразильский «Сантос».
- 1 июля — Эдвин Ван Дер Сар закончил карьеру в возрасте 40 лет.
- 1—24 июля — 43-й розыгрыш Кубка Америки по футболу (Аргентина).
- 8—18 декабря — клубный чемпионат мира по футболу (Япония)[26].

## Хоккей
- 5 января — в Буффало (США) молодёжная сборная России по хоккею с шайбой завоевала золото на чемпионате мира по хоккею с шайбой среди молодёжных команд.
- 16 апреля — российский хоккейный клуб «Салават Юлаев» стал чемпионом КХЛ.
- 21 апреля — российские хоккеисты досрочно стали победителями Евротура[27].
- 29 апреля — 15 мая в Словакии: Чемпионат мира по хоккею с шайбой
- 7 сентября — гибель в авиакатастрофе ярославского «Локомотива».
- 26 декабря — 5 января — молодёжный чемпионат мира по хоккею с шайбой (Канада)[28]. Победу одержала сборная Швеции, российская сборная заняла второе место[29].

## Студенческий спорт
- 27 января — 6 февраля — 25-я зимняя Универсиада (Эрзурум, Турция)[30].
- 12—23 августа — XXVI летняя универсиада (Шэньчжэнь, Китай). Победу одержали хозяева — сборная Китая.

## Другие соревнования
- 7 января — в Омске прошёл XX Рождественский марафон[31].
- 30 января — 6 февраля — VII Зимние Азиатские игры (Азиада-2011) (Астана, Казахстан)[32].
- 28 февраля — в Японии завершился первый в мире марафонский забег, участие в котором принимали роботы[33][34].
- 30 мая — тестовые соревнования в Лондоне перед ХХХ Летними Олимпийскими Играми 2012 года[35].
- 14—30 октября — 16-е Панамериканские игры (Гвадалахара, Мексика)[36].

## Скончались
- 19 апреля — Линн Чандноис (англ. Lynn Chandnois) — игрок в американский футбол из США (род. 1925).